# فورودال
فورودال (به سوئدی: Furudal) یک منطقه مسکونی است که در بخش رتویک شهرستان دالارنا در کشور سوئد واقع شده است. جمعیت فورودال در پایان سال ۲۰۱۰ بالغ بر ۴۰۷ نفر بوده است.